# Ottravadsmästaren

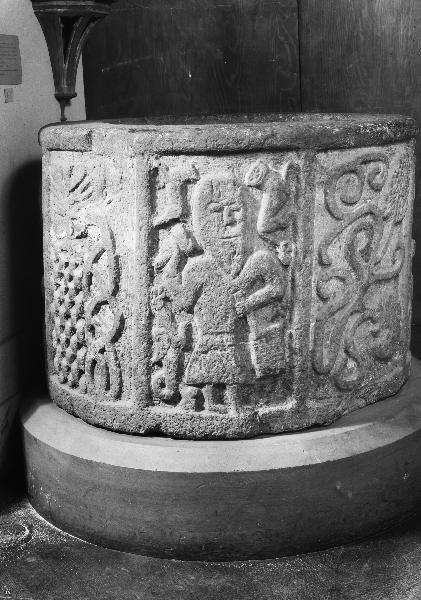
Dopfunten med självporträtt och ett leende lejon.

Ottravadsmästaren var en svensk anonym mästare, verksam som stenhuggare på Falbygden i Västergötland, troligen under andra hälften av 1100-talet.
Denne romanske stenmästare har fått sitt namn efter en dopfunt från den försvunna Ottravads kyrka. Dopfunten ägs sedan länge av Statens historiska museum (SHM) i Stockholm, men den står idag i den till Ottravad närbelägna Dimbo kyrka. Den har åtta figurfält där man även återfinner konstnärens självporträtt, där han arbetar med klubba och mejsel. Han var sannolikt förutom skulptör även byggmästare. Han skapade dopfuntar och portalreliefer.  
I Södra Vings kyrka fanns en dopfunt med liknande motiv och cylindrisk cuppa som den i Ottravad, den är på SHM i Stockholm idag. I Ving finns också utsökta arkitektoniska element som tillskrivs denne mästare. I Valstads kyrka finns två kolonnportaler där den västra har en tympanon med en Kristusbild av samma slag som den på Ottravadsfunten. Där finns även en gåtfull klippa, som är avbildad även på ett tympanon i Velinga kyrka. Ett återkommande motiv, nästan ett signum för mästaren, är ett leende lejon — ett annars sällsynt motiv i Västergötlands medeltida stenkonst. 
Ottravadsmästaren skapade innehållsrika symbolbilder för ont och gott, död och uppståndelse. 

## Dopfunten från Ottravad
Cuppan är gjord i sandsten och har åtta bildfält, samt urtappningshål. Det finns spår av kredering, vilket innebär att den en gång varit målad. Jan Svanberg knyter bestämt denna funt till en och samme stenmästare, han som också arbetat i Södra Ving, Valstad och Velinga. 

Den latinska inskriften på dopfunten lyder: "QUI CREDIDERIT ET BATIZATUS FUERIT SALVATUS ERIT". På svenska:  "Den som tror och bliver döpt, han skall bliva frälst" (Markus 16:16). 

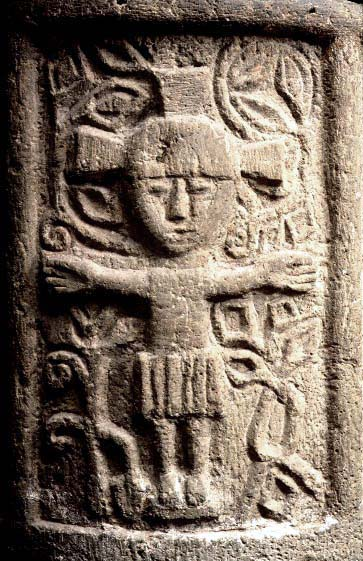
Kristus på korset
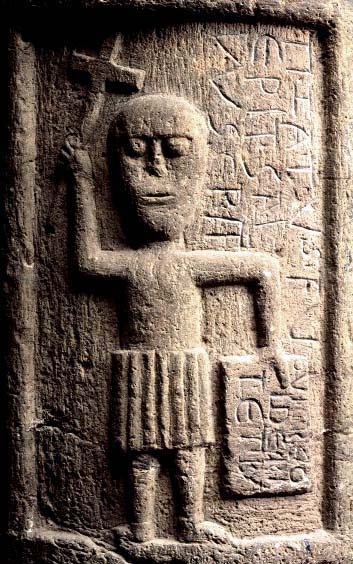
Fältet med inskriften
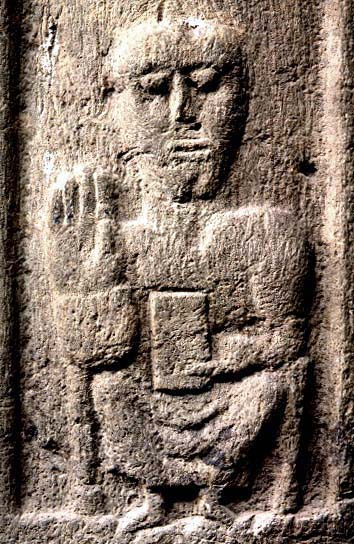
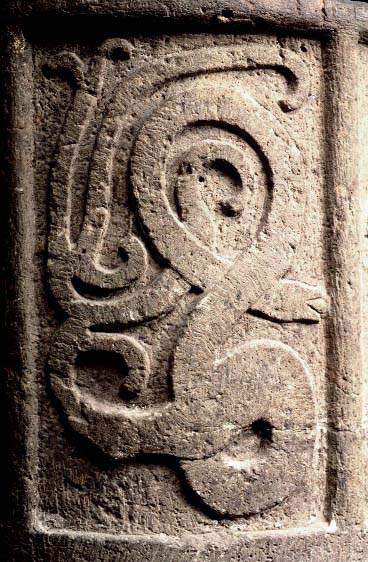
Orm och växtranka
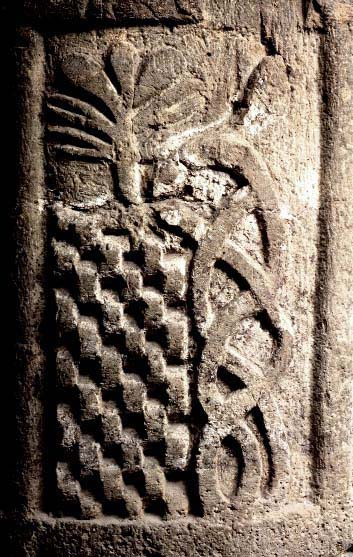
Rutmönster, bandfläta och livsträd
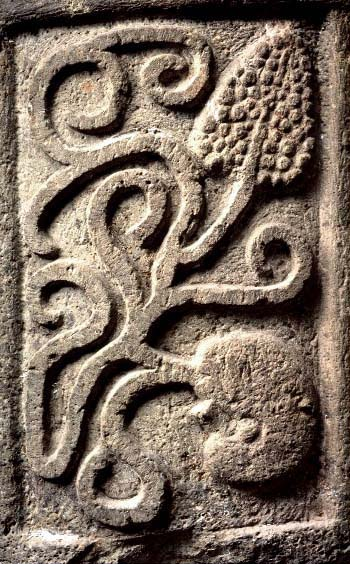
Manshuvud (?) och vinranka
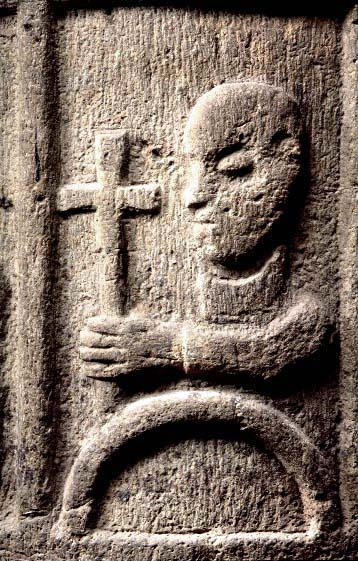
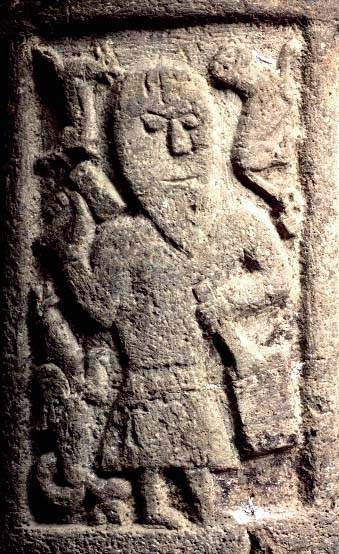
Stenhuggare med klubba och mejsel
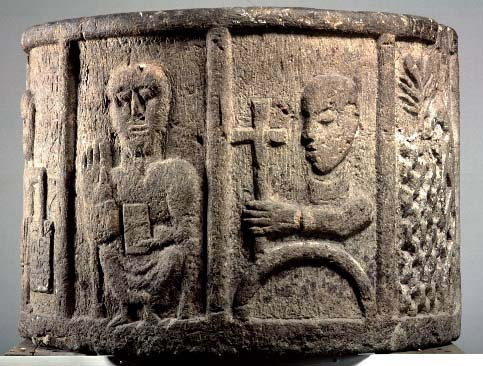

## Södra Ving

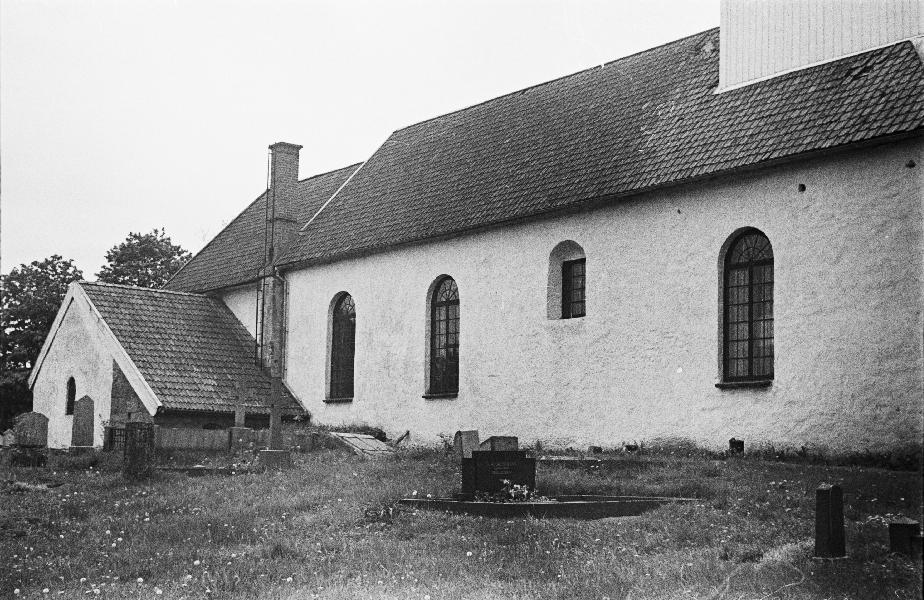
Södra Vings Kyrka (Foton av Bertil Berthelson)
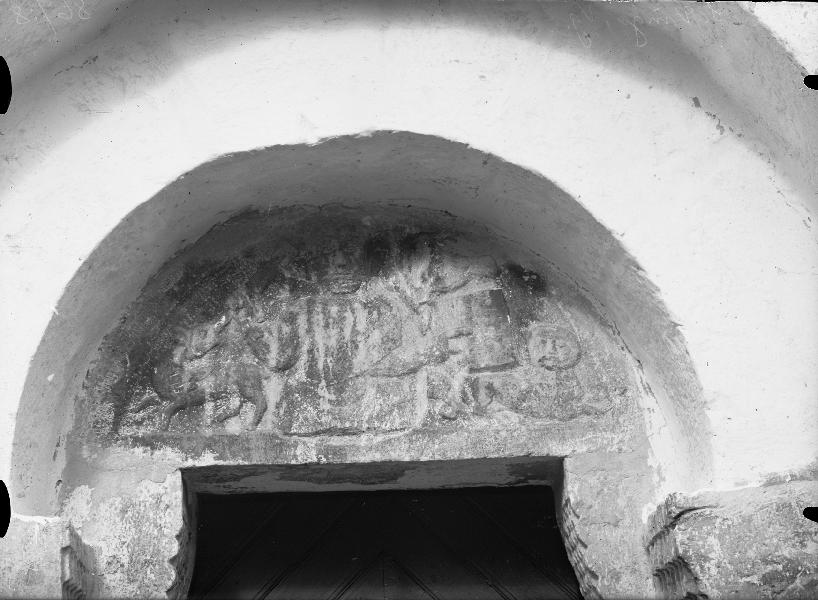
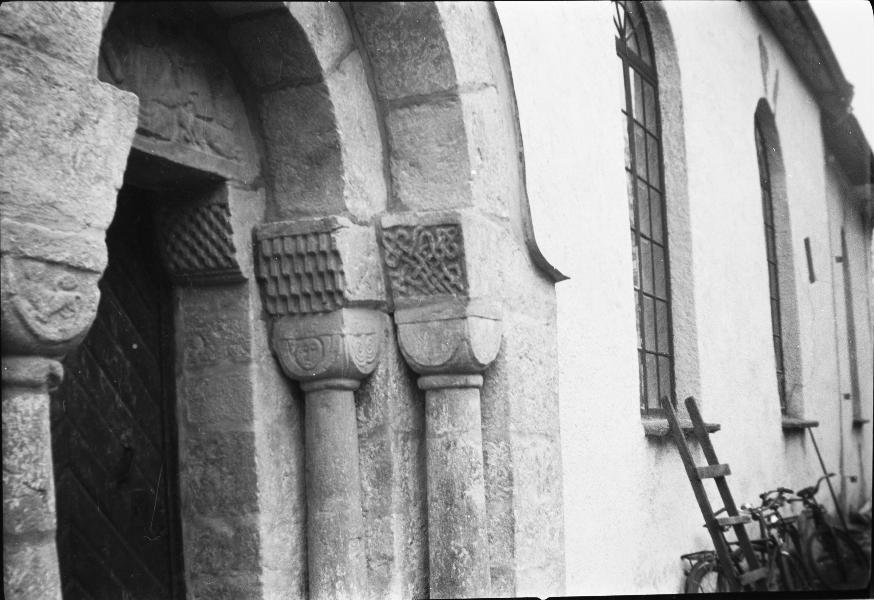
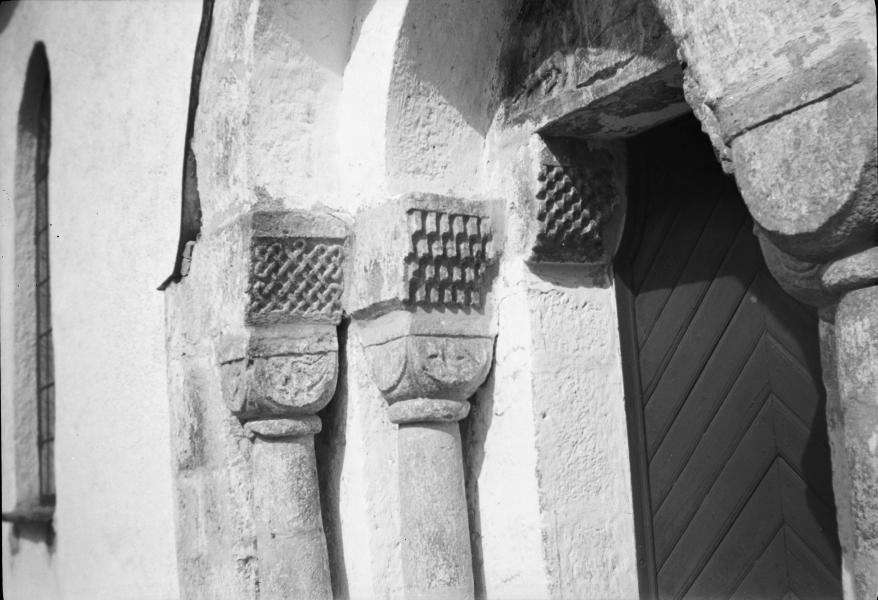
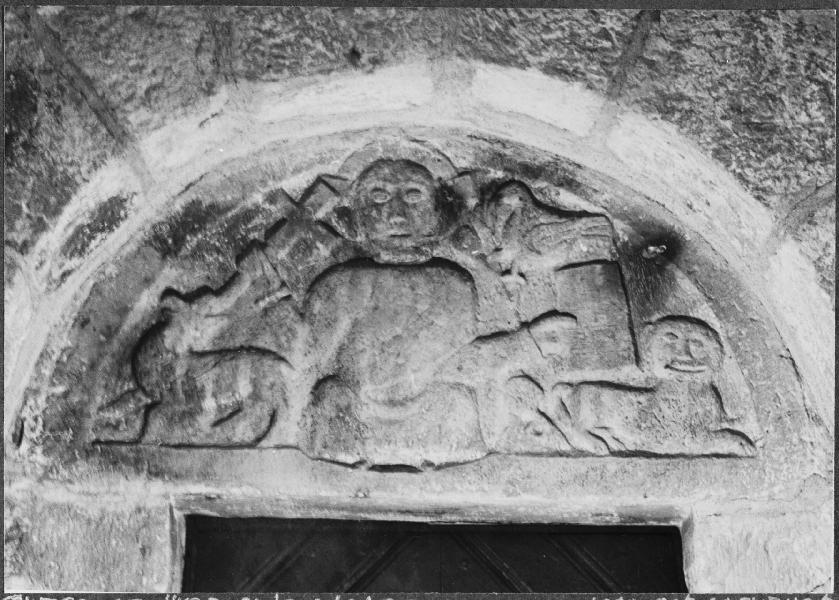
Bilden på portalens tympanon föreställer Gud som kuvar bocken (Djävulen). På andra sidan sitter lejonet av Juda. En duva syns ovanför.
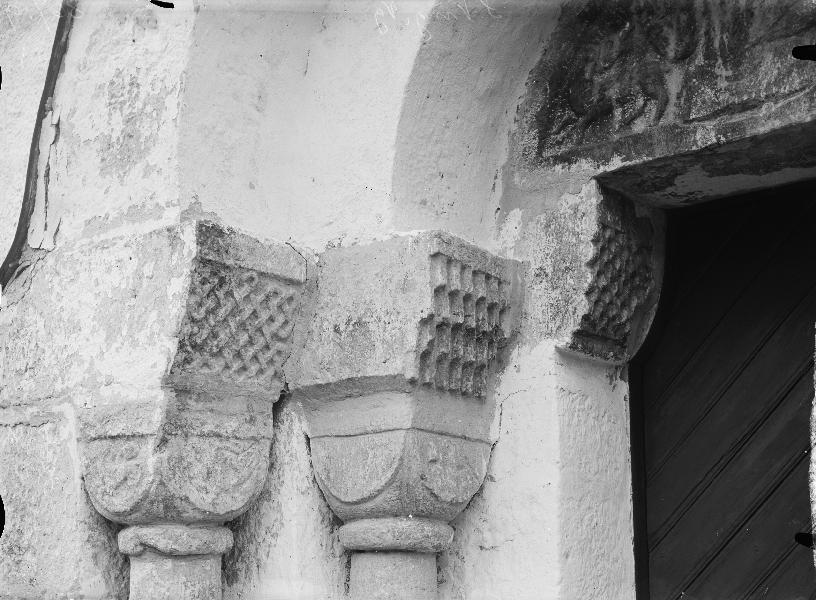
Kapitäl med flätmönster
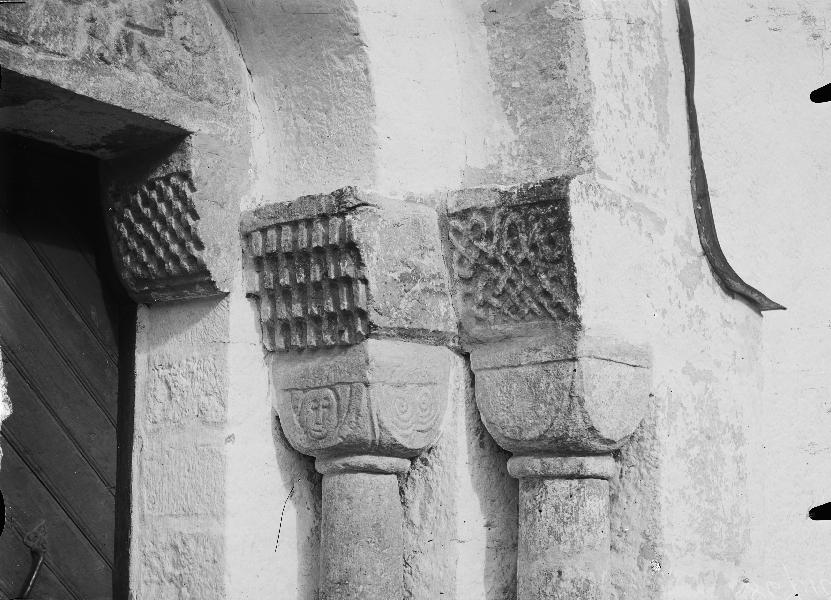
Kapitäl där flätan är felaktigt utförd (lärlingsjobb?).

### Dopfunten från Södra Ving
Dopfunten i Södra Ving är gjord av sandsten och daterad till 1100-talets andra hälft. Den har smärre mekaniska skador och saknar spår av färg. Detta stenarbete är sedan länge på museum i Stockholm

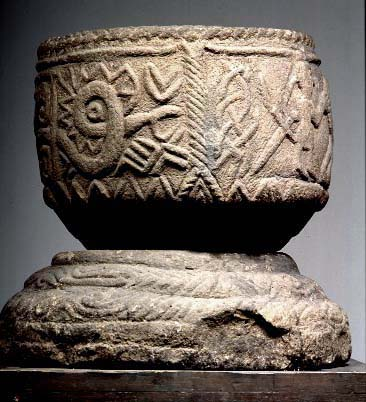
Dopfunten

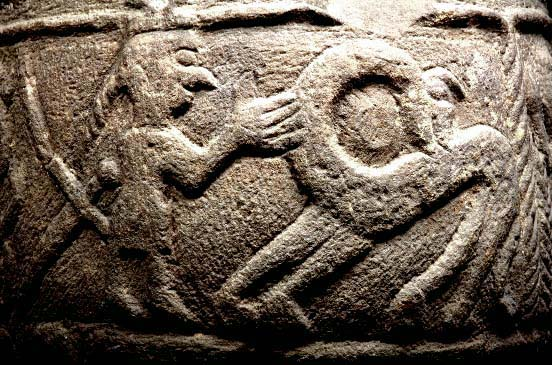
Man med svärd
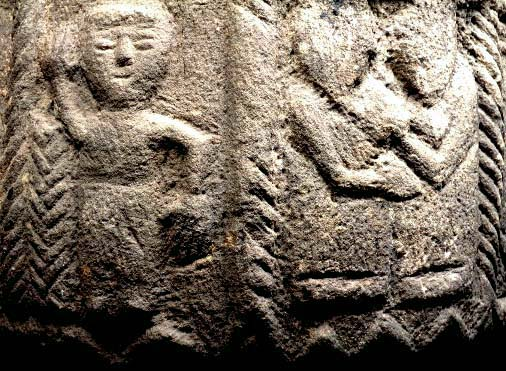
Tre personer
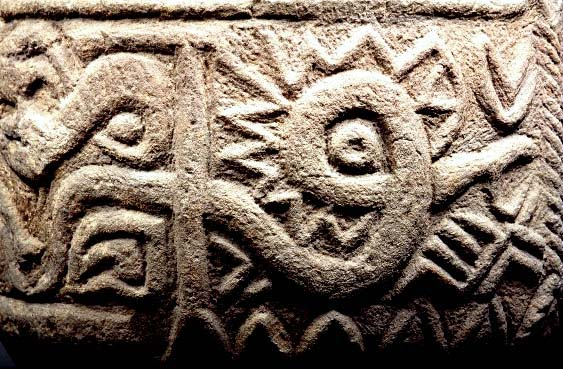
Orm
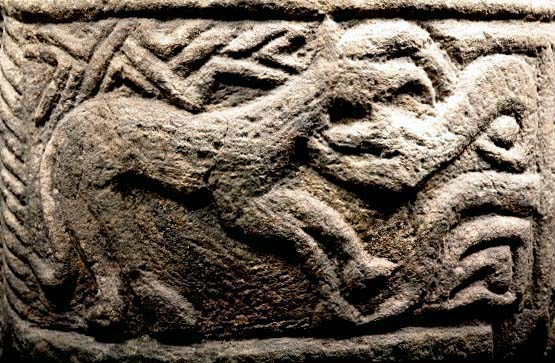
Fyrfoting
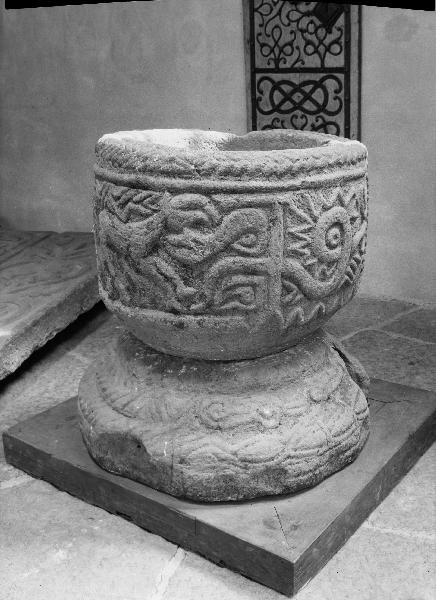
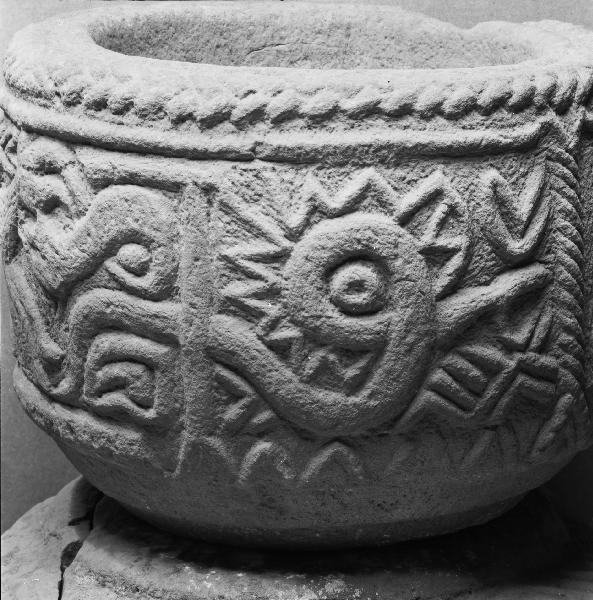

## Valstad

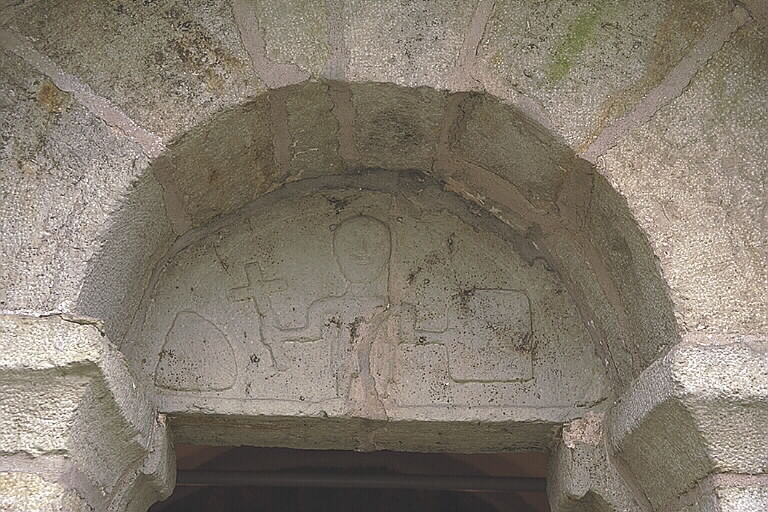
Till vänster finns en omdebatterad symbol som Svanberg tolkar som klippan, den fasta grund som församlingen skall byggas på.
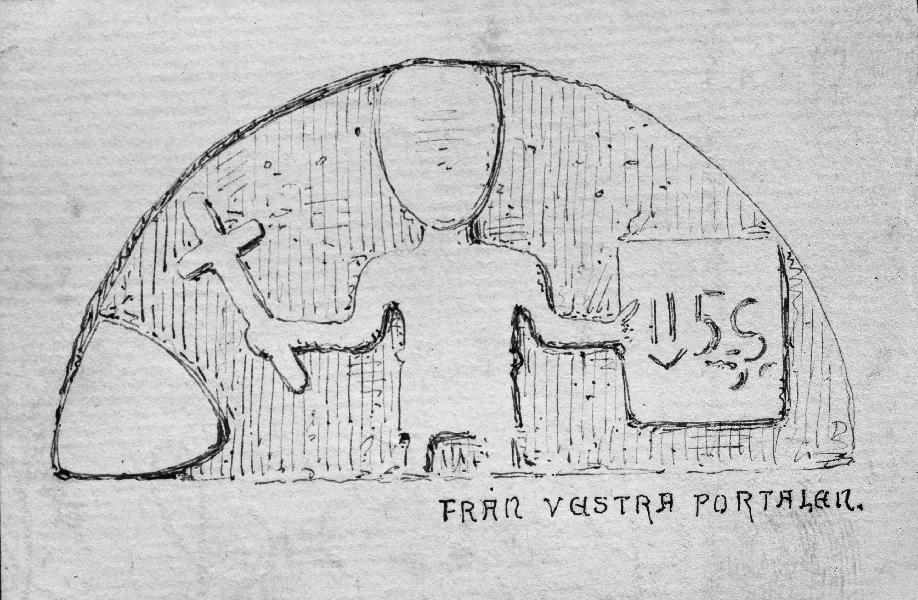
Teckning av Olof Sörling, 1886
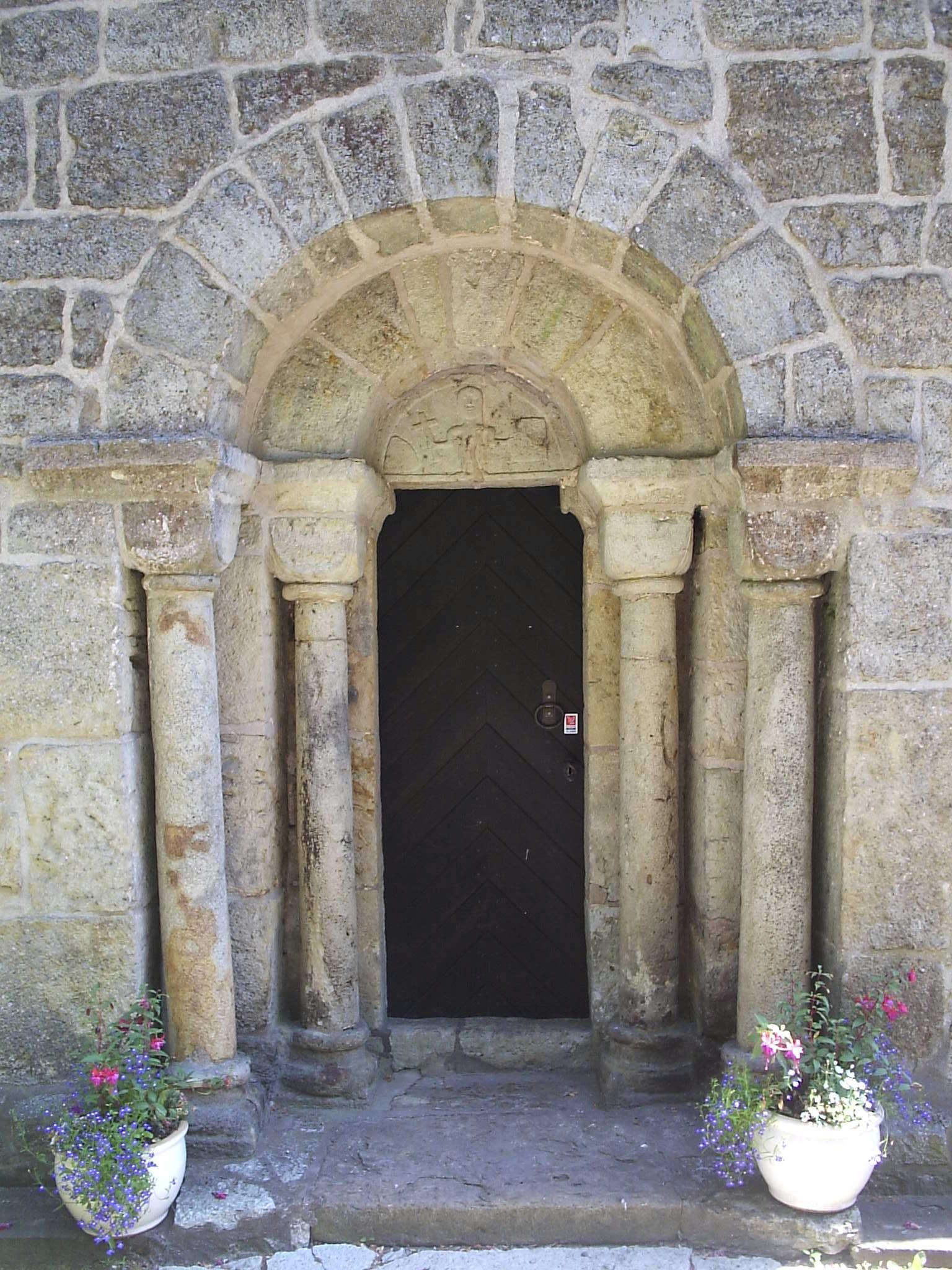
Västportalen på kyrkans torn.
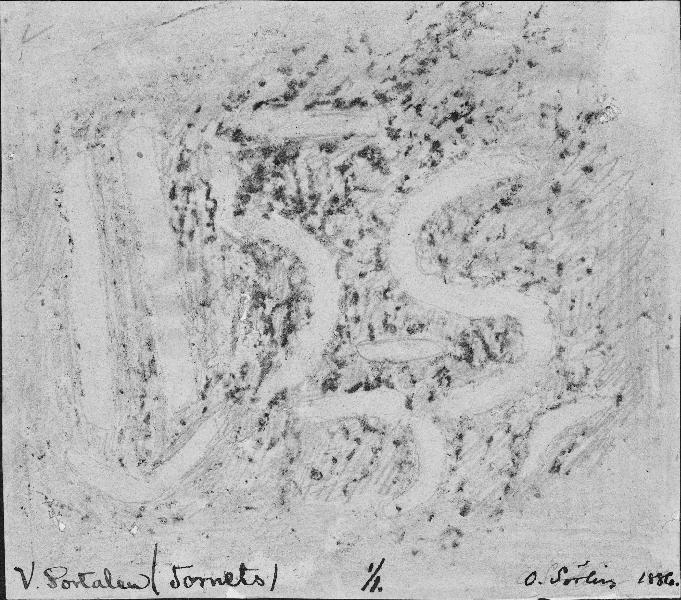
Detalj, teckning av Olof Sörling, 1886.
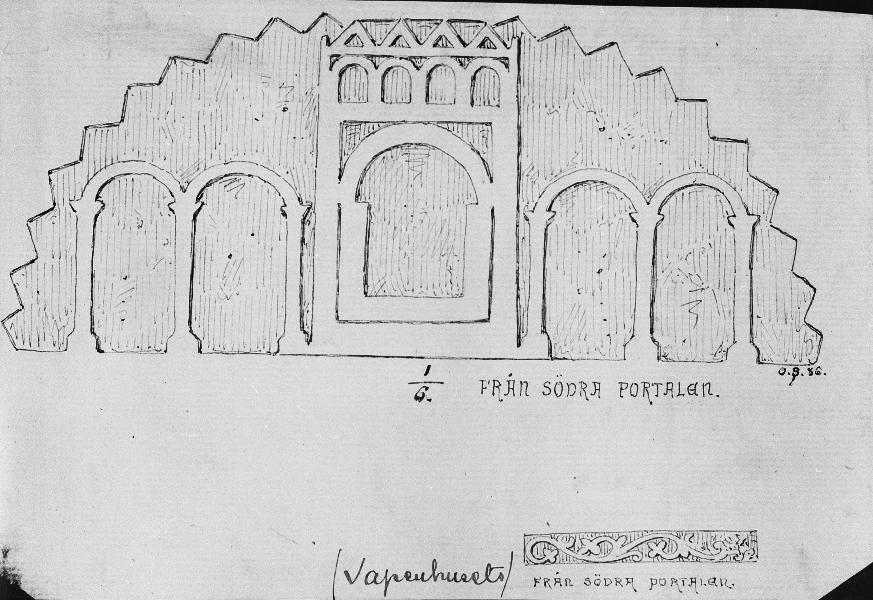
Teckning av Olof Sörling, 1886
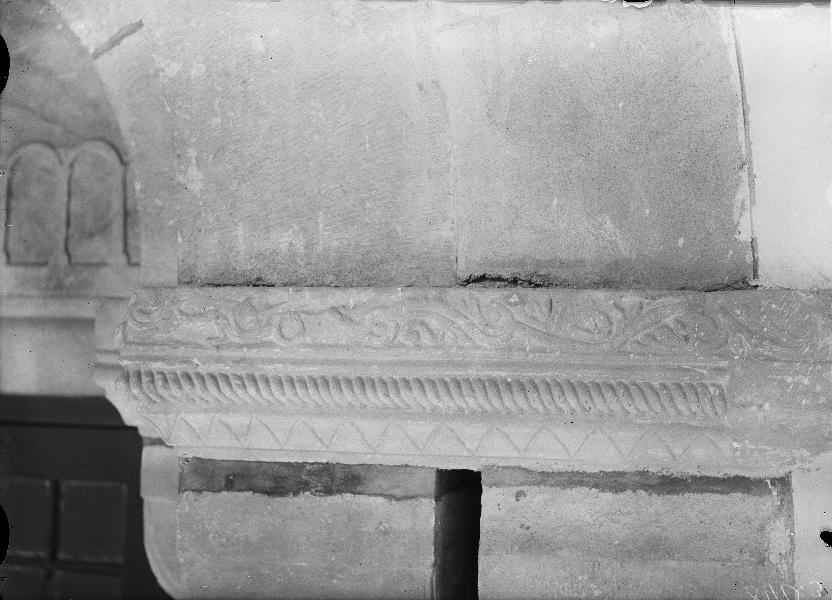
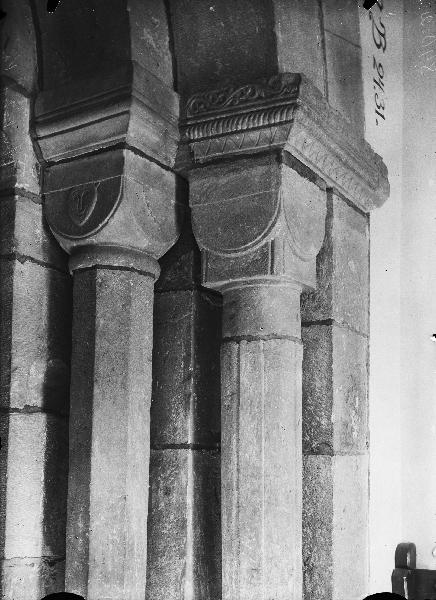
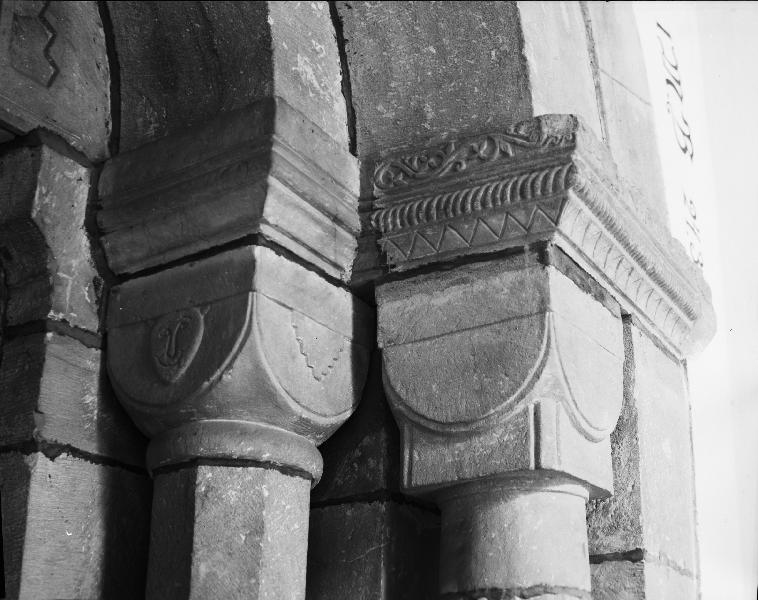

## Velinga

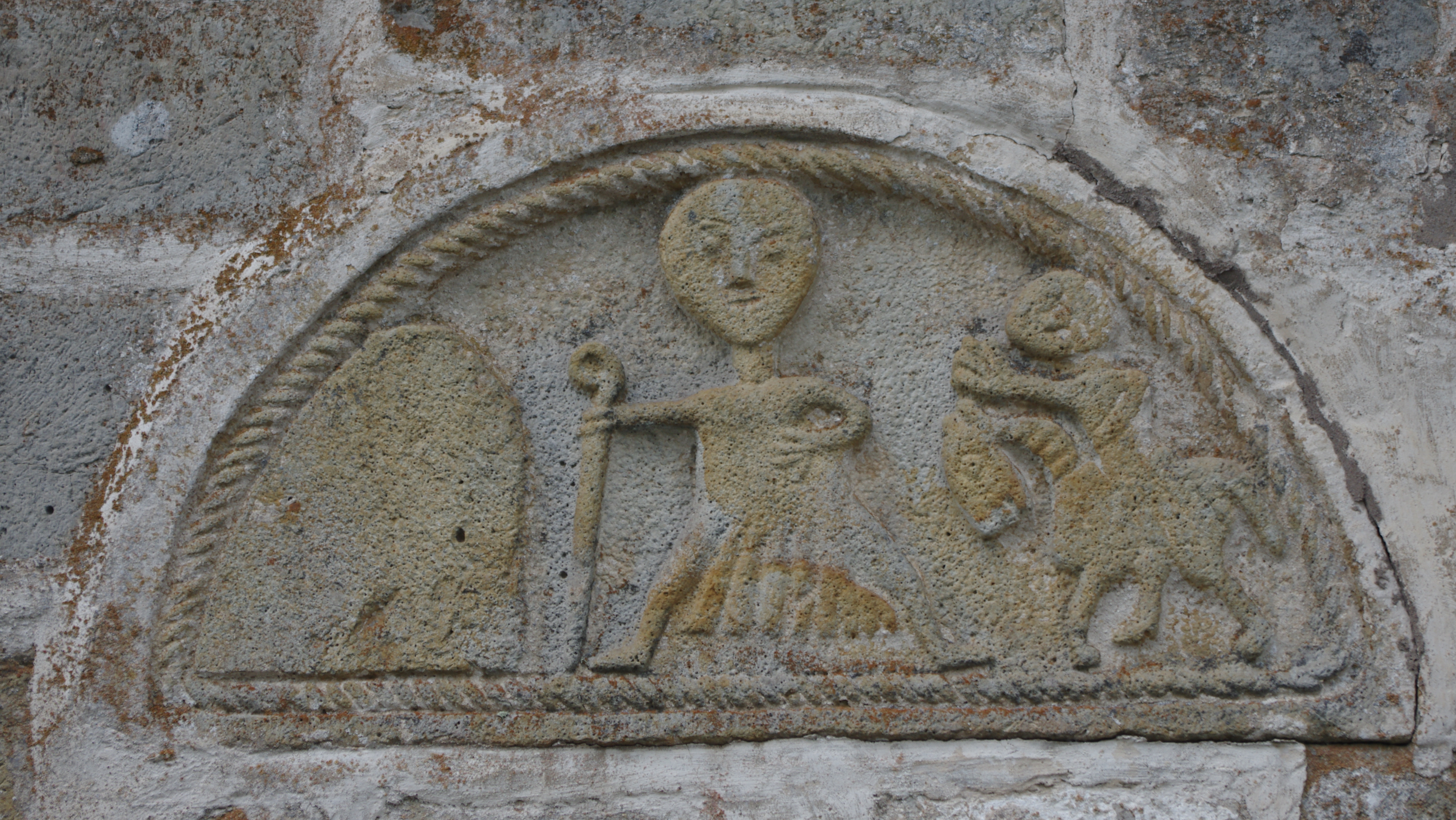
Tympanon med Kristus. Lägg märke till repbården som också finns på dopfunten från Södra Ving. Här återkommer också klippan (Petrus) som finns på överstycket i Valstad.
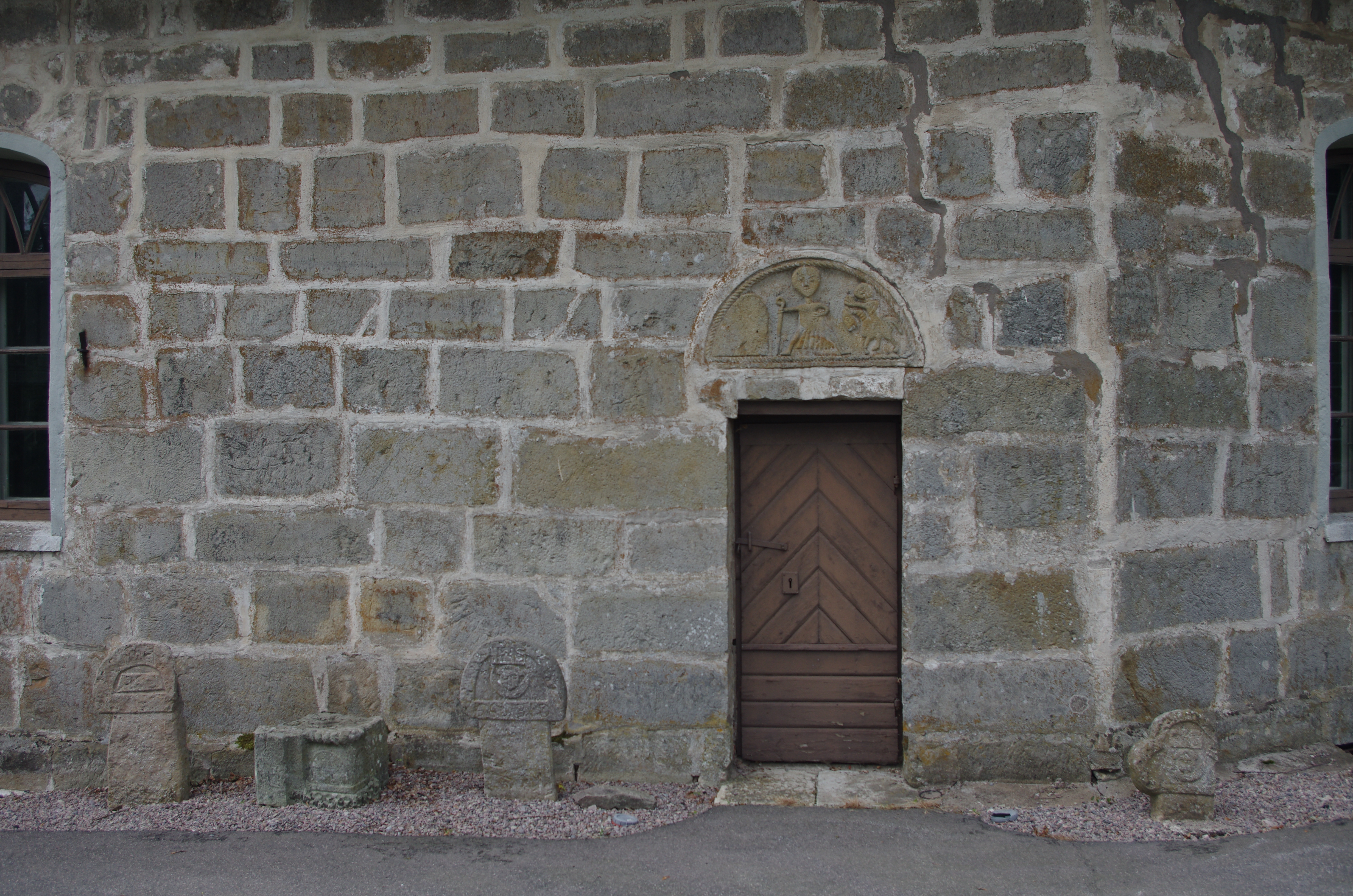
2011
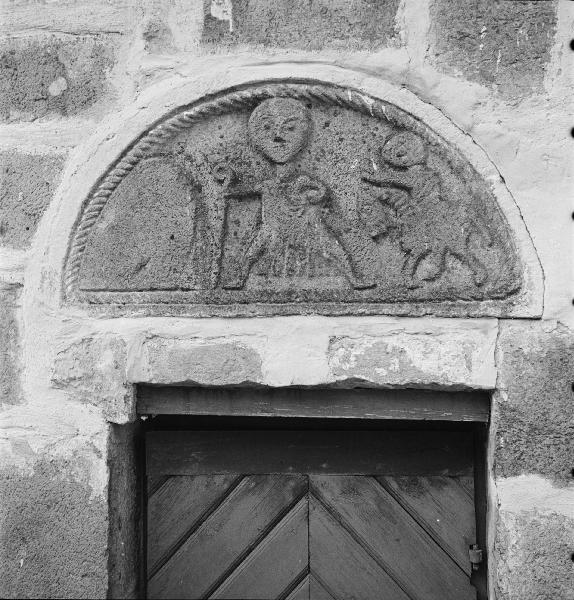
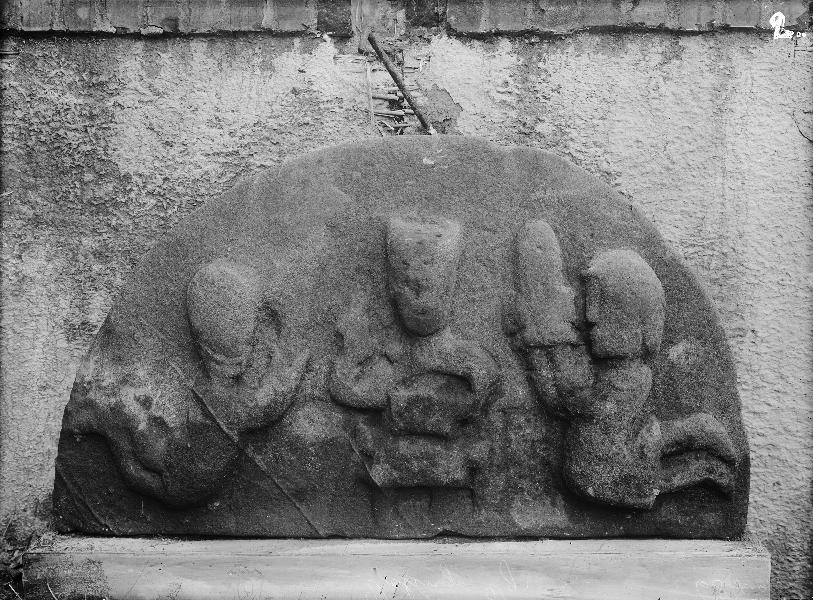
Donatorspar med Kristus i mitten. Ursprungligen från Ettaks gamla kyrka som nu är riven. Idag är detta verk uppfört inne i kyrkan.

## Friggeråker och Utvängstorp
Det har tidigare hävdats att dopfunterna i Friggeråkers kyrka och i Utvängstorps kyrka är gjorda av Ottravadsmästaren, men det stämmer troligen inte. SHM skriver om Friggeråker att konditionen är god, endast smärre mekaniska skador, samt att det finns spår av kredering. De daterar den till ca år 1200 och den har ingen känd upphovsperson. Om Utvängstorps dopfunt skriver SHM i sin kommentar att cuppan är av sandsten och skadad samt vittrad. Inga färgspår. De anger ingen upphovsman mer än att det är ett provinsiellt arbete. Datering sent 1100-tal. De är kritiska till Sven Axel Hallbäcks tidigare uppgifter eftersom han knyter denna funt till Bolumgruppen, vilket de säger "knappast kan vara riktigt". Att med säkerhet säga vem som gjorde vad är inte lätt eftersom bara en bråkdel av dessa medeltida arbeten är signerade. Detta öppnar för subjektivt tyckande och experterna är inte överens. Det finns runt 500 dopfunter från den romanska tiden (1000–1250) bara i Västergötland och endast 9 är signerade. Om Ottravadsdopfunten och dopfunten i Södra Ving skriver SHM att de inte heller har känd upphovsperson (men de uppgifterna är ca 20 år gamla).

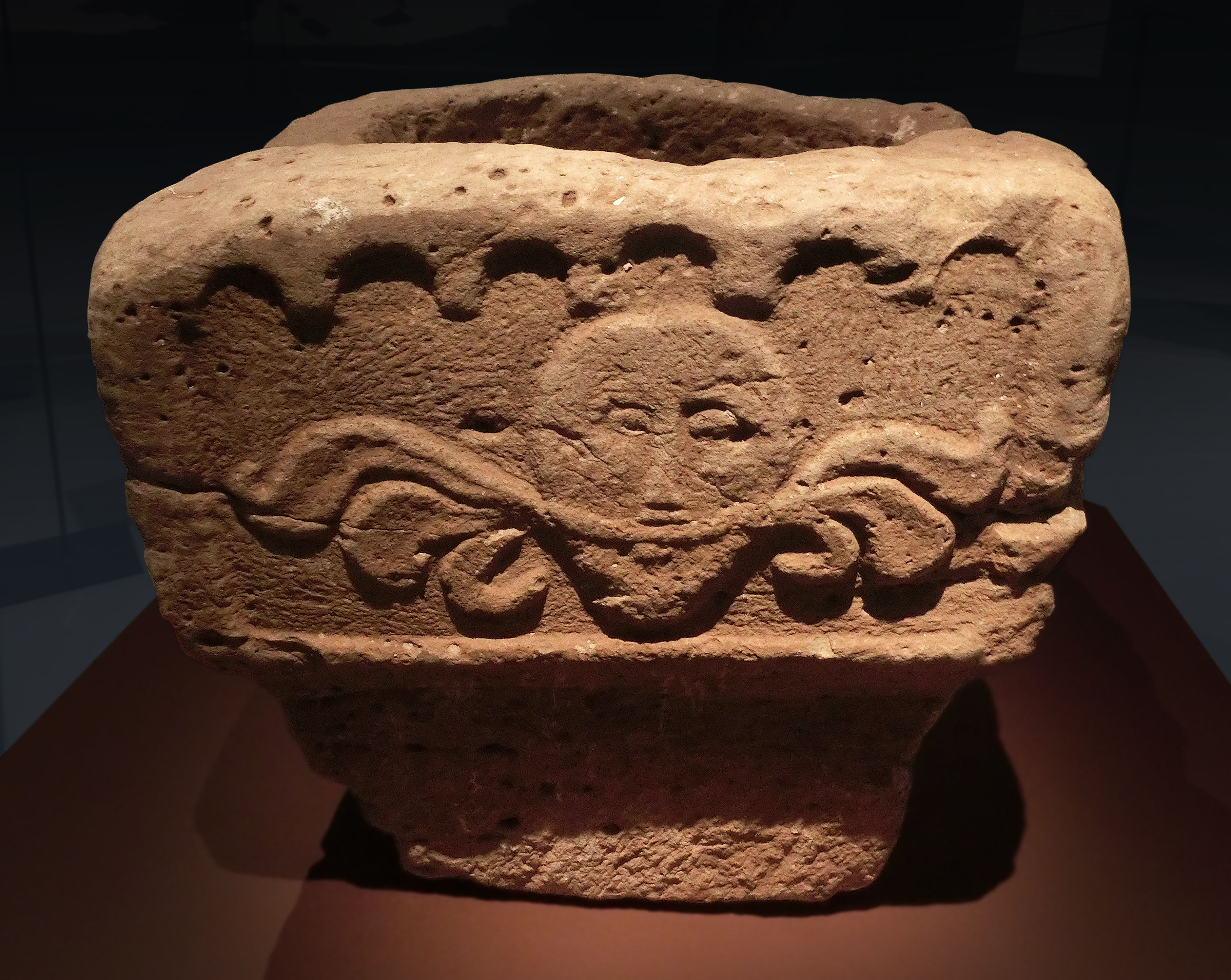
Friggeråkers kyrkas dopfunt, ca 1200.
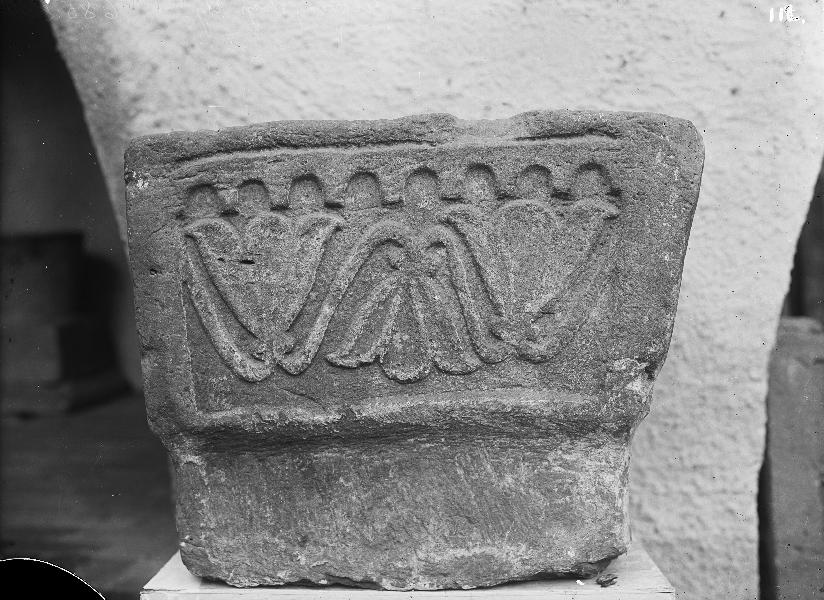
Utvängstorp, sent 1100-tal